# تپه شهر سوخته ۸۷
تپه شهر سوخته ۸۷ مربوط به هزاره سوم قبل از میلاد است و در شهرستان زابل، بخش شیب آب، روستای حومه شهر سوخته واقع شده و این اثر در تاریخ ۱۱ مرداد ۱۳۸۴ با شمارهٔ ثبت ۱۲۵۳۳ به‌عنوان یکی از آثار ملی ایران به ثبت رسیده است.